# Dendrophorbium scaphiforme
Dendrophorbium scaphiforme là một loài thực vật có hoa trong họ Cúc. Loài này được (Greenm.) C.Jeffrey mô tả khoa học đầu tiên năm 1992.